# Mohamed Ibn Bekir
Mohamed Ibn Bekir, ou Mohamed Khodja est un dey d'Alger ayant régné de 1748 à 1754.

## Biographie
On sait peu de choses sur le début de sa carrière. Pendant un certain temps, il a occupé le poste de Khoja. Peut-être qu'il a perdu un œil dans l'une des campagnes car il sera surnommé le « borgne ». Sous le règne du dey Ibrahim Kouchouk, il occupe le poste de hodjet al-hila (responsable de la cavalerie, des relations avec les tribus, notamment de leur fiscalité). 
En 1748, après la mort du dey Ibrahim Kouchouk, Mohammed Ibn Békir prend sa place. Il est élu car réputé pour ses qualités humaines, son sens de la justice et donc vu comme supérieur aux autres prétendants. Sous son règne est édicté le Pacte fondamental (Ahad Aman) la même année, une loi ou plutôt un règlement politique et militaire qui vise à discipliner le corps des janissaires, l'odjak et entraver ses interventions dans la vie publique. En effet il convoque, dès sa prise de fonction comme dey, le divan pour qu'il se penche sur « la décadence de l'armée du royaume et l'affaiblissement des troupes », notamment à la suite de divers événements survenus en 1747 et 1748.  Ce règlement servira politiquement à son successeur Baba Ali qui devra faire face à plusieurs révoltes de l'odjak. 
Il doit également faire face à une épidémie de peste dans plusieurs villes du pays (Alger, Djidjelli, Constantine, El Kala).